# Луньяно-ин-Теверина
Луньяно-ин-Теверина (итал. Lugnano in Teverina) — коммуна в Италии, располагается в регионе Умбрия, подчиняется административному центру Терни.
Входит в число красивейших мест Италии (итал. I borghi più belli d’Italia).
Население составляет 1606 человек, плотность населения составляет 55 чел./км². Занимает площадь 29 км². Почтовый индекс — 5020. Телефонный код — 0744.
Покровительницей коммуны почитается Пресвятая Богородица. Успение Пресвятой Богородицы ежегодно празднуется 15 августа.

## История
Окружающая местность заселена в позднеримский период. В I веке до н. э. построена вила Poggio Gramignano (также Villa Rustica), обитаемая до III века н. э. и в V веке превращённая в некрополь, называемый сегодня Детский некрополь (итал. Necropoli dei bambini). Он появился в результате эпидемии малярии. Некрополь демонстрирует суеверия людей о смерти и бродячих покойниках. Некоторые захоронения неофициально именуются вампирскими из-за способа захоронения. Летом 2018 года археологи обнаружили могилу 10-летнего ребёнка. При погребении в рот усопшего вставили большой камень, чтобы, по поверью, «помешать» ему восстать из мёртвых. Ребёнок скончался от малярии, а на его зубе из-за болезни развился абсцесс.
История современной местности начинается в 1000 году, когда здесь правили графы Монтемарте. Затем с 1147 года правление перешло к Bovaciani di Todi из Тоди. После краткого правления других родов с начала XIV века местностью руководят Орсини, а с 1370 года с благословения Ватикана - Томмазо ди Альвиано из Альвиано. В 1449 году папа Пий II приказал усилить оборону стен. Однако, в 1497 году при Бартоломео д'Альвиано и в 1502 году при его братьях Бернардино и Алоизио д'Альвиано город завоевал гибеллинский Альвиано. Спустя6 лет город провозгласил свой статут (итал. Statuto della Terra di Lugnano).

## Достопримечательности
- Palazzo Pennone
- Palazzo Bufalari
- Церковь Santa Maria Assunta
- Монастырь San Francesco
- Церковь Chiesa di Santa Maria del Ramo начала XV века[6]
- Porta Sant’Antonio (также Porta della Terra di Lugnano) - городские ворота IX века, возведённые по велению папы Льва IV[7].